# Wahiba Sands

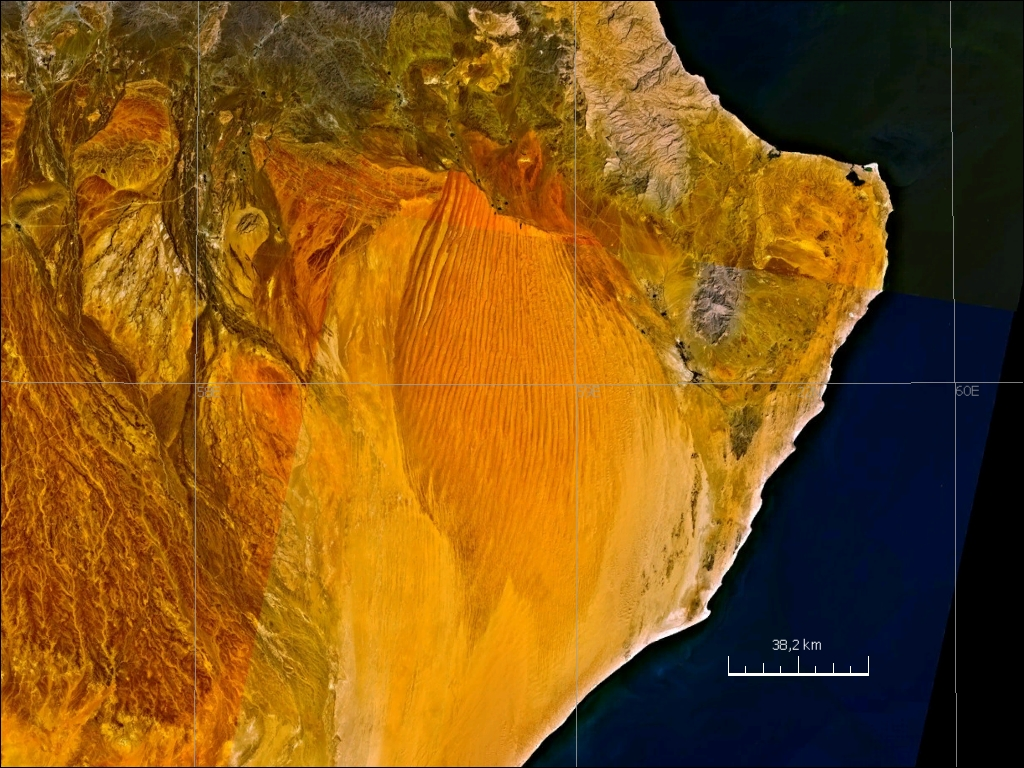
Immagine satellitare della zona desertica delle Wahiba Sands nell'Oman. Fonte NASA

Le Wahiba Sands, forma inglese per indicare le al-Rimāl Wahība (in arabo الرمال وهيبة‎?) ovverosia "Sabbie (o deserti) orientali", ossia le al-Rimāl al-Sharqiyya (in arabo الرمال الشرقية‎?), ossia "sabbie (o deserti) orientali" sono una regione desertica del Sultanato dell'Oman, nella porzione sud-orientale della penisola Arabica. La regione deriva il suo nome dalla tribù di Banū Wahība.
Il deserto copre un'area che si estende per 180 km da nord a sud e 80 km da est a ovest, coprendo una superficie totale di 12500 km². La regione riveste interesse scientifico dal 1986, quando una spedizione della Royal Geographical Society documentò la diversità dei terreni, della flora e della fauna, registrando 16.000 invertebrati oltre a 200 specie di animali selvatici, inclusa l'avifauna. Furono documentate anche 150 specie di flora autoctona.

## Caratteristiche
Il deserto si è formato durante il Quaternario sotto l'azione dei venti, i monsoni che soffiano da sudovest e lo shamal, un aliseo che soffia da est.
In base alla tipologie delle dune, il deserto viene suddiviso in Wahiba superiore e Wahiba inferiore. La porzione superiore contiene grandi distese di dune disposte da nord a sud, che si ritiene siano state formate dai monsoni. Le dune settentrionali, che si pensa si siano formate dopo l'ultima glaciazione, raggiungono altezze fino a 100 metri, con picchi che si accumulano nelle zone dove la forte velocità dei venti diminuisce, permettendo così il deposito della sabbia.
I margini settentrionale e occidentale del deserto sono delimitati dai sistemi fluviali di Wadi Batha e Wadi Andam. Al di sotto della superficie si trova uno strato più antico di eolianite, roccia carbonatica cementata originata dalla litificazione dei sedimenti deposti dai processi eolici. Depositi alluvionali, che si ritiene siano stati originati dal Wadi Batha durante il Paleolitico, sono stati scoperti nella parte centrale del deserto a profondità di circa 200 metri al di sotto della superficie interdune. L'erosione eolica sembra aver contribuito alla formazione di un livello quasi piano nel sudovest.

## Abitanti
Nell'area vivono tribù di Beduini che si riuniscono tra giugno e settembre presso l'oasi di al-Nuyawa, per raccogliere i datteri. All'epoca della spedizione della Royal Geographical Society, la tribù predominante era quella degli Āl Wahība, da cui fu derivato il nome dato alla regione desertica. Altre tribù beduine sono quelle di al-Amr, al-Bu-Isa, Hikman, Hishm e Janaba.

## Galleria d'immagini

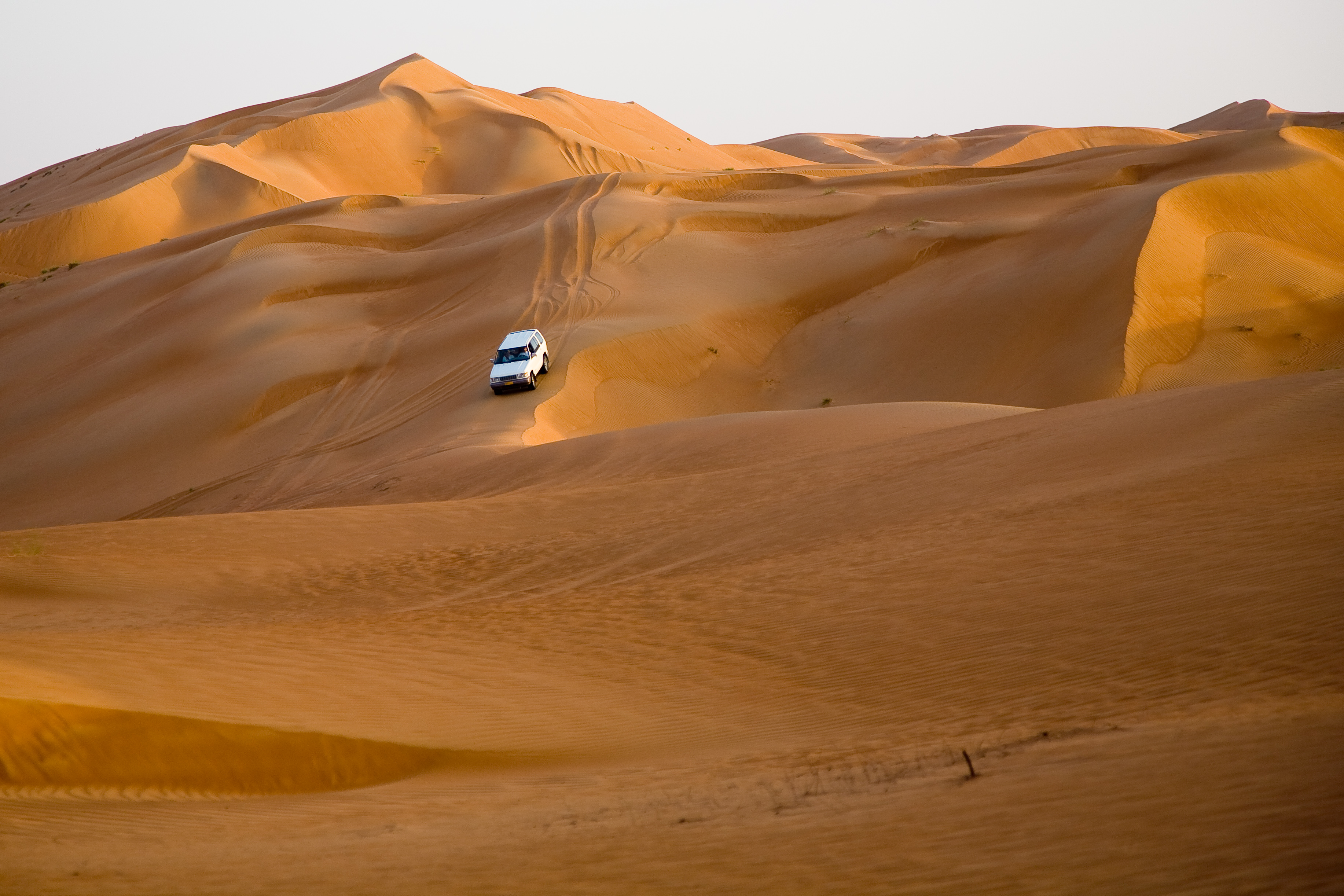
Dune delle Wahība Sands
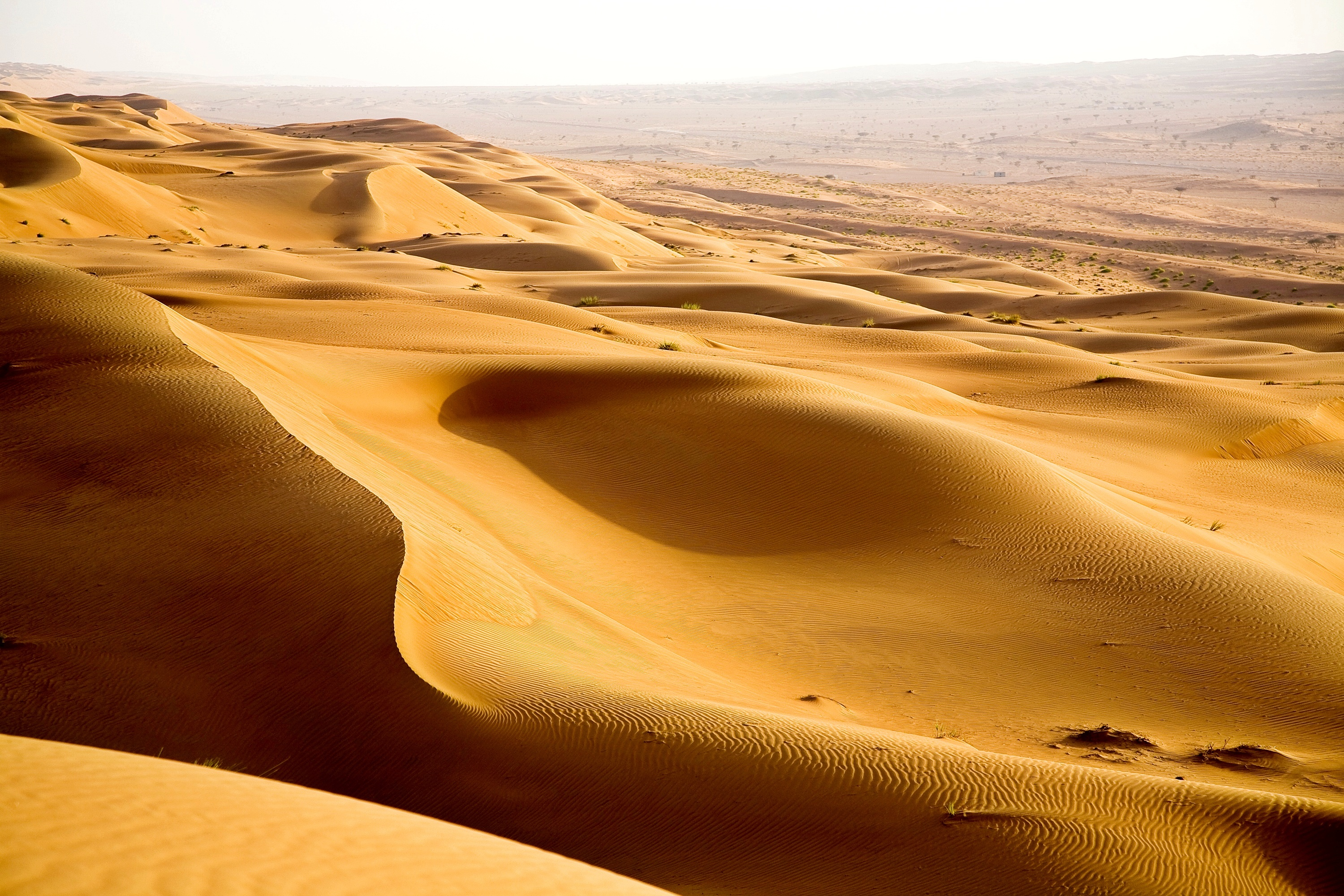
Panorama delle Wahība Sands
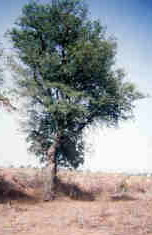
Prosopis cineraria
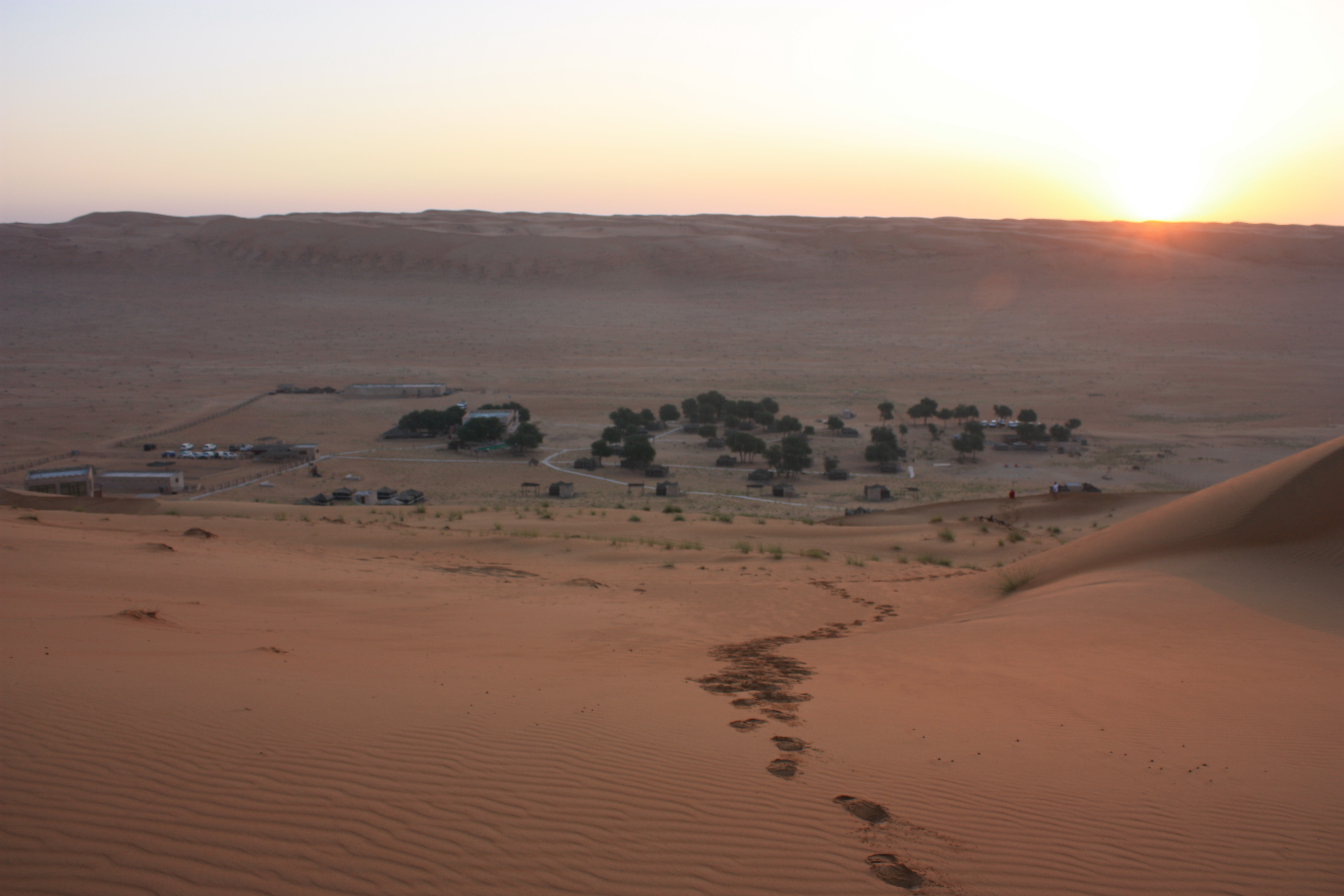
Wahība Sands all'alba